# Gorges d'Omblèze
Les gorges d'Omblèze sont un site naturel situé en France, dans le département de la Drôme, essentiellement sur le territoire de la commune d'Omblèze mais en limite de celle de Plan-de-Baix, dans le massif du Vercors. Ce défilé est également situé dans la zone du parc naturel régional du Vercors.

## Toponymie
Le village d’Omblèze, dénommé Umblicis en 1173, puis Umblezes en  1190, tire peut-être son nom d'un terme latin, umbilicus, signifiant « nombril », utilisé probablement pour désigner un passage étroit, ce qui pourrait associer son nom aux gorges très resserrées.

## Géographie

### Situation et description
Les gorges ont été formées par la rivière de la Gervanne, un affluent de la Drôme. Il s'agit d'un site classé pour son intérêt paysager, également réputé pour son site d'escalade. Elles sont accessibles par la RD 578, l’unique route qui rejoint le bourg d’Omblèze depuis Plan-de-Baix.

### Relief et géologie
Les gorges d'Omblèze entaillent profondément le plateau au niveau des strates calcaires du Barrémo-Bédoulien. L'entrée des gorges, remarquables par la coloration des rochers calcaires, est dominée par un énorme monolithe. Dominant la vallée de la Drôme, le rebord méridional du Vercors présente un feston découpé par de profondes vallées. La Gervanne a creusé une de ces alvéoles en cul-de-sac entre le col de la Bataille et le col des Ayes, et après avoir entaillé la montagne de Bouchère sur trois kilomètres.

## Patrimoine naturel

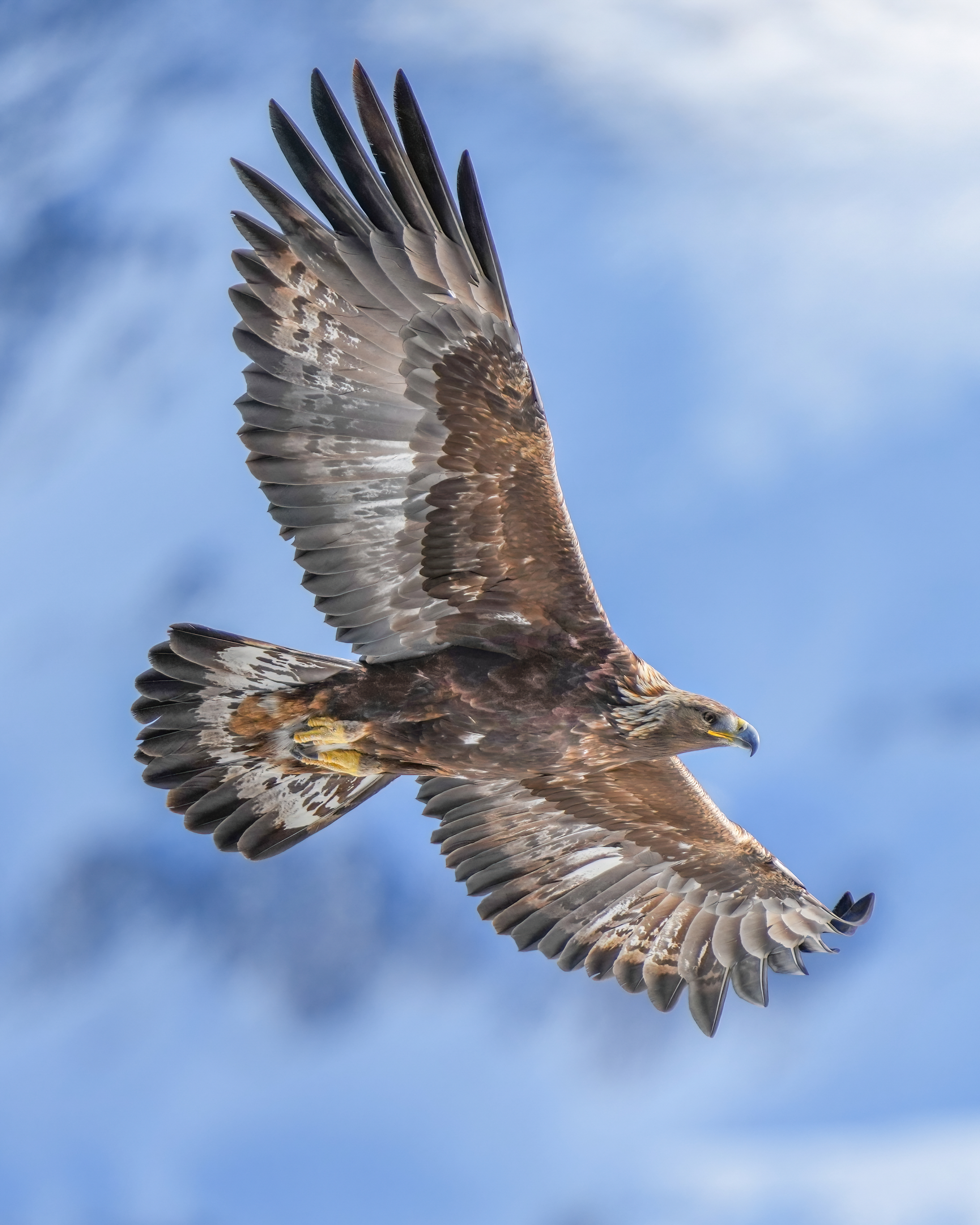
L'aigle royal est présent dans les gorges d'Omblèze.

La ZNIEFF 820030052 recouvre le secteur des gorges d’Omblèze, du ruisseau de la Gervanne et le plateau et le rocher de Vellan. Ce site constitue avec une autre zone naturelle située plus à l'ouest le plus grand ensemble fonctionnel pour la grande faune au sud-ouest du massif du Vercors. 
Dans les gorges, les habitats naturels les plus remarquables sont les grandes cascades de tuf, pouvant dépasser cent mètres de hauteur, pour la plupart situées dans les falaises de la rive droite du torrent. Elles sont constituées d'une douzaine de sources calcaires pétrifiantes à bryophytes (mousses) avec formations actives de tuf calcaire, ou travertin, roches calcaires présentant des cavités garnies de cristaux. Deux espèces de rapaces rares (dont l'aigle royal) et une grande colonie de martinet à ventre blanc se reproduisent dans les plus grandes falaises. le site est classé selon la loi de 1930 et la zone est protégée au titre de la Loi Montagne.

## Activités et tourisme

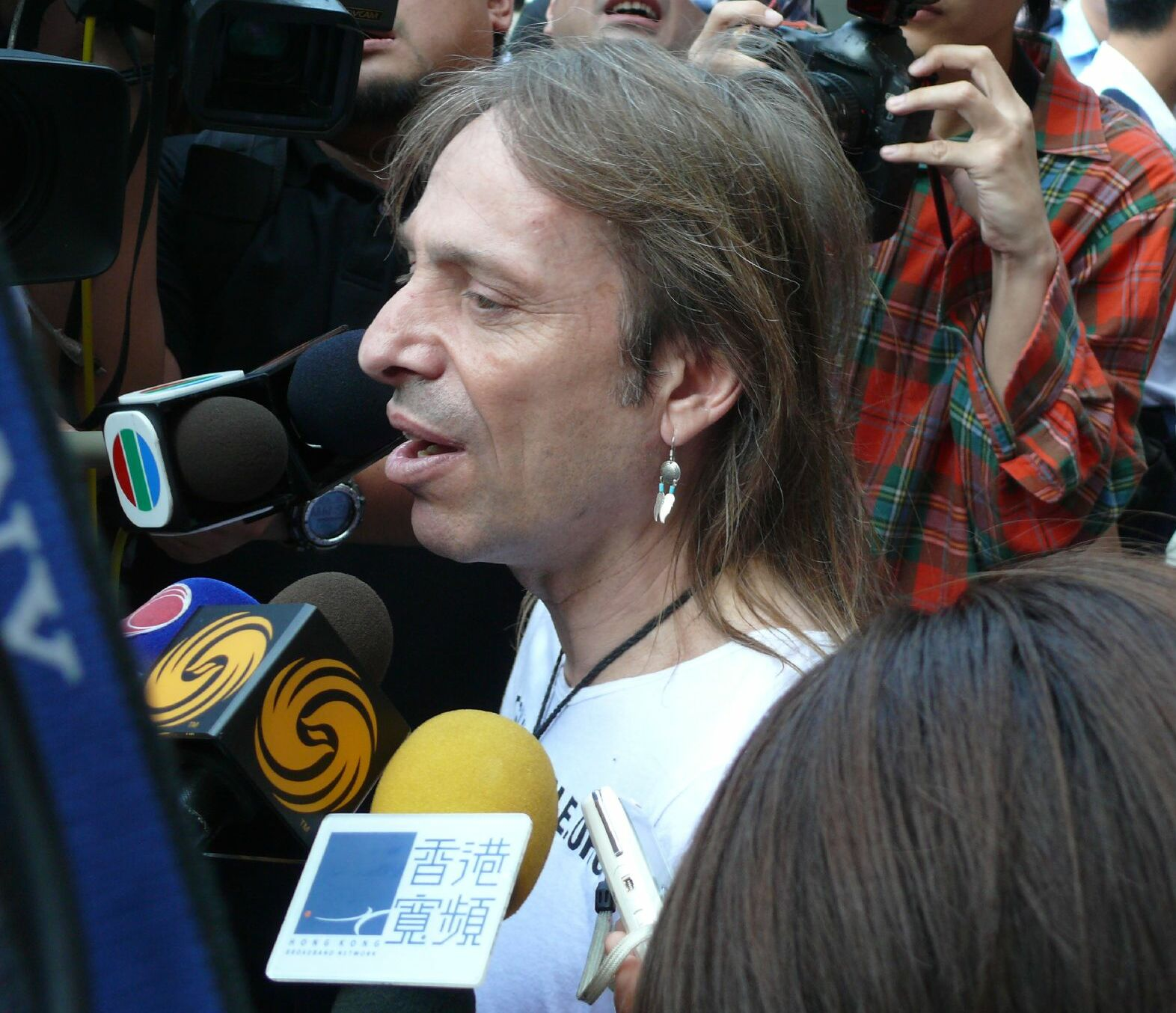
Alain Robert

Le site d'escalade de ces gorges est le terrain d’entraînement favori du Drômois Alain Robert, surnommé le « Spiderman des gratte-ciel ».
Selon le Dauphiné libéré, les gorges d'Omblèze subissent une « fréquentation excessive » au niveau touristique et un journaliste a dénombré pas moins de 84 véhicules garés en bord de route, à l'entrée du site en indiquant également que les riverains du village subissent cette affluence depuis plusieurs années.